# Burg Grizac

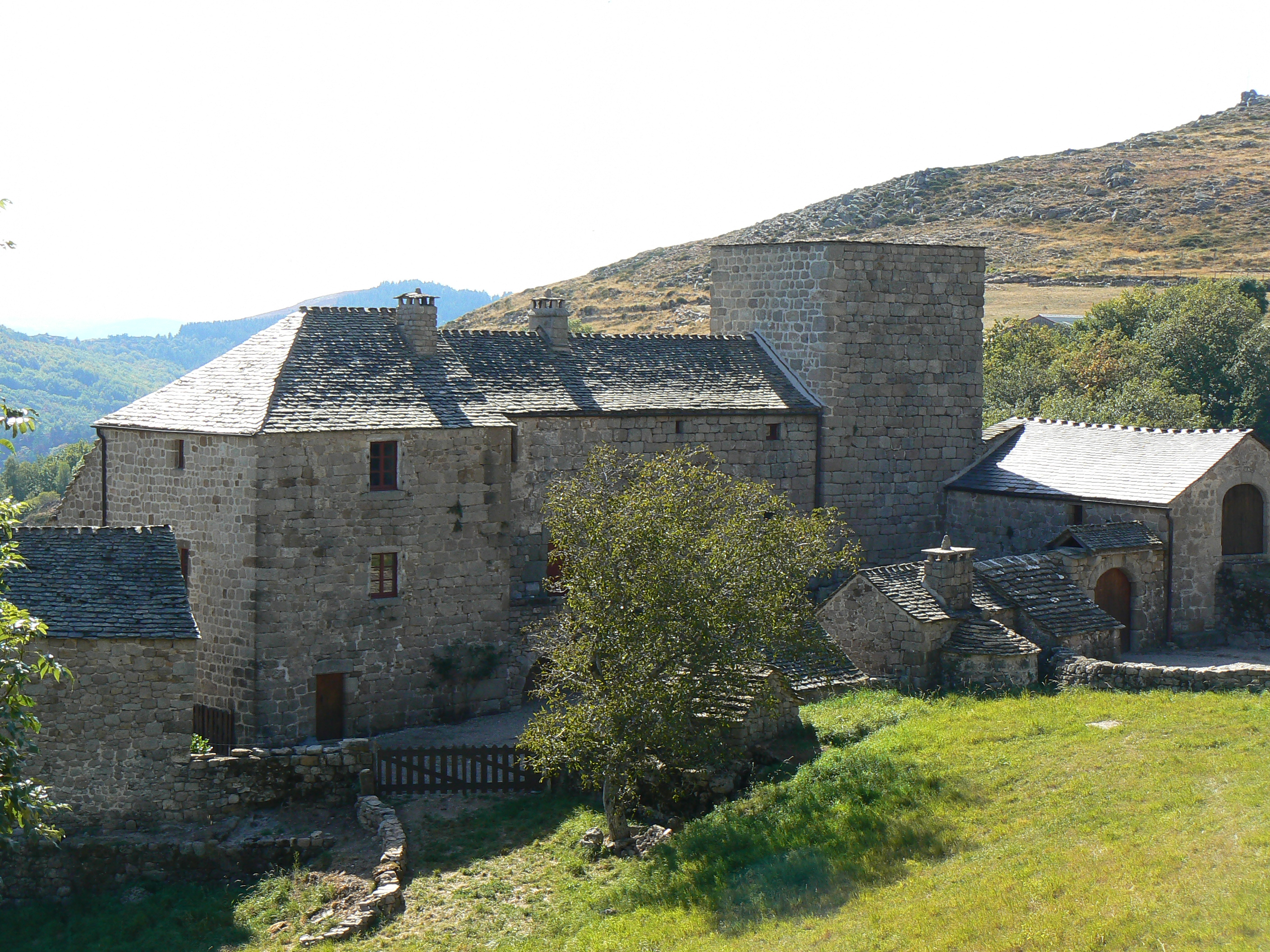
Burg Grizac

Die Burg Grizac liegt unterhalb des gleichnamigen Dorfes in der Gemeinde Le Pont-de-Montvert im Département Lozère in Frankreich. Sie befindet sich in Privatbesitz und beherbergt ganzjährig eine Ausstellung über den Papst Urban V.

## Lage
Die Burg liegt auf dem Gebiet der ehemaligen Gemeinde Pont-de-Montvert zwischen den Cevennen und dem Mont Lozère, in der ehemaligen Provinz Gévaudan.

## Geschichte
Die Burg Grizac soll im 13. Jahrhundert von Guillaume Grimoard erbaut worden sein, dessen Status als Chevalier und Bauer ihm einen solchen Bau erlaubte. Seine Frau, Amphélise de Montferrand, brachte dort ihre sechs Kinder zur Welt. Im Jahr 1310 wurde hier ihr Sohn, ebenfalls mit dem Vornamen Guillaume, der spätere Papst Urban V., geboren, wenige Jahre später dessen Bruder, der spätere Kardinal Anglic Grimoard, die hier einen großen Teil ihrer Kindheit verbrachten. Im gleichen Jahrhundert wurde Grizac zum Marquisat erhoben.
Der Großteil der mittelalterlichen Gebäude muss Mitte des 14. Jahrhunderts errichtet worden sein und wurde wahrscheinlich im 15. Jahrhundert erweitert. Die Burg wurde Ende des 15. Jahrhunderts dann aufgegeben. Vom 17. bis 19. Jahrhundert wurden umfangreiche Umbauten vorgenommen und im 19. Jahrhundert wurde das Anwesen in einen landwirtschaftlichen Betrieb und eine Gemeindeschule umgewandelt. Die Hauptteil des Gebäudes hat einen rechteckigen Grundriss und weist folgende Teile auf: die Überreste eines Wachturms, ein teilweise eingestürzter Zentralbau, ein als Wohnhaus ausgebautes Gebäude im Osten; eine Terrasse und Überreste von Gebäuden im Süden; ein großer Wirtschaftshof im Norden, der von kleinen neueren landwirtschaftlichen Gebäuden begrenzt wird, eine zweigeschossige Scheune im Westen und eine weitere im Osten. Um diesen Komplex herum können Überreste von Verteidigungsanlagen erkannt werden.
Die Burg war im Besitz von Renaud Mouchet de Battefort de Laubespin, Marquis de Laubespin (* 1927), der mit Arlette de Garnier des Garets verheiratet war und aus den alten Ruinen jenes Wohnhaus machte, das man heute sehen kann.
Am 21. Dezember 1984 wurden der Donjon und das Wohnhaus (die erhaltenen Teile der Burg) als Monument historique klassifiziert, alle Neben- und Wirtschaftsgebäude wurden in die Denkmalliste aufgenommen.